# Часті кургани
Часті кургани (укр. Рясні кургани) — могильник, що був розташований на водороздільній ділянці річок Дон й Вороніж (тепер територія Північного мікрорайону міста Вороніж).
Могильник включав групу близько 50-ти насипів.
Могильник досліджувався до жовтневого перевороту в Росії О. І. Мартинович, С. Є. Звєрєвим; у 1920-ті роки — Василем Городцовим; у кінці 1950-х роках — Петром Ліберовим; на початку 1980-х років — Ю. П. Матвеєвим.
Виявлено два поховання харківсько-воронізької катакомбної культури.

## Джерело
- А. Т. Синюк, Ю. П. Матвеєв — Курганные комплексы среднедонской катакомбной культуры [Архівовано 24 грудня 2019 у Wayback Machine.]